# México nos Jogos Olímpicos de Verão de 1988
O México participou dos Jogos Olímpicos de Verão de 1988 em Seul, na Coreia do Sul. Conquistou nenhuma medalhas de ouro, nenhuma de prata e duas de bronze, somando duas no total. Ficou na quadragésima quarta posição no ranking geral.